# Euchalcia altaica
Euchalcia altaica là một loài bướm đêm trong họ Noctuidae.